# 참 조각 박물관

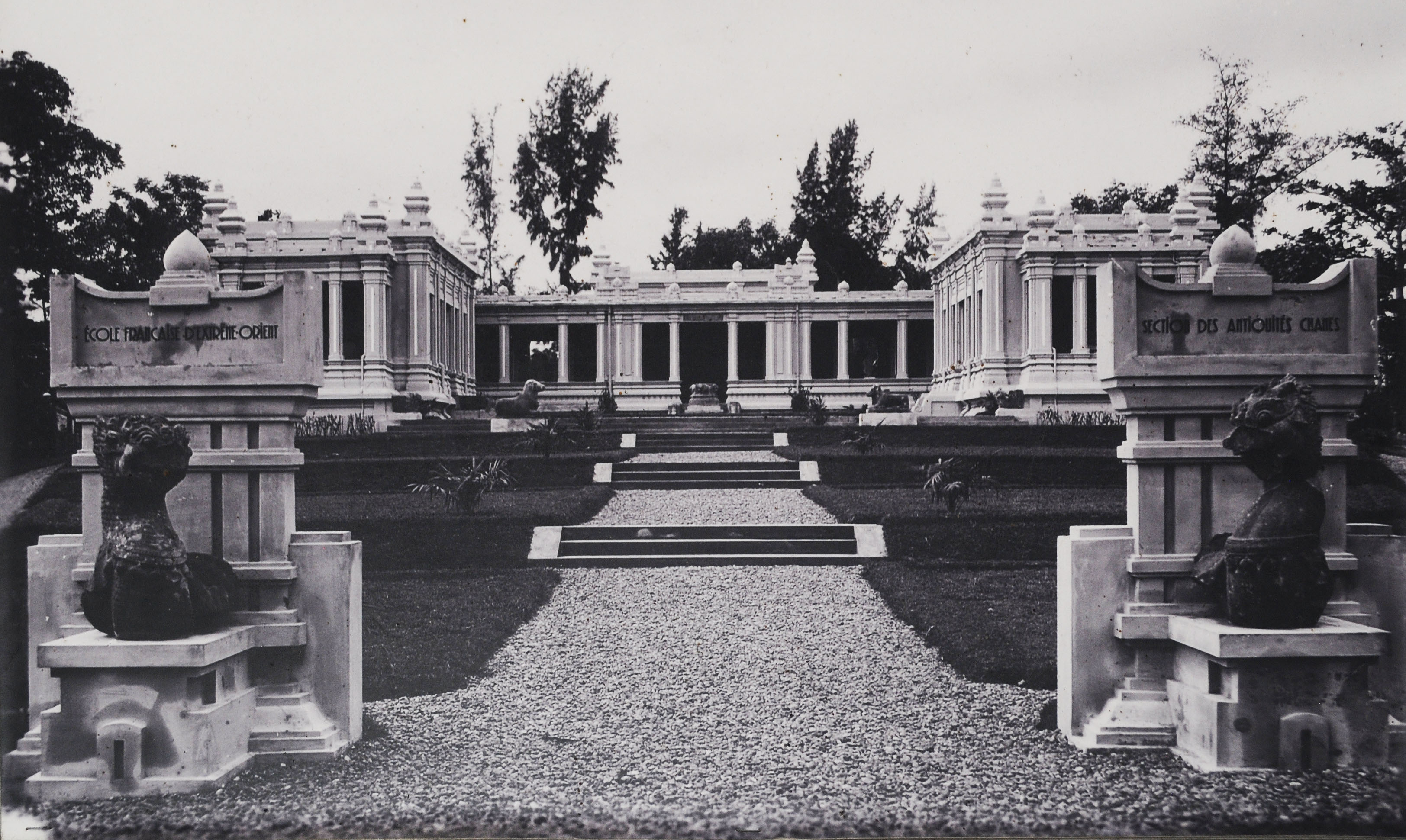
프랑스국립극동연구원의 표지가 보이는 20세기 초의 박물관 정경

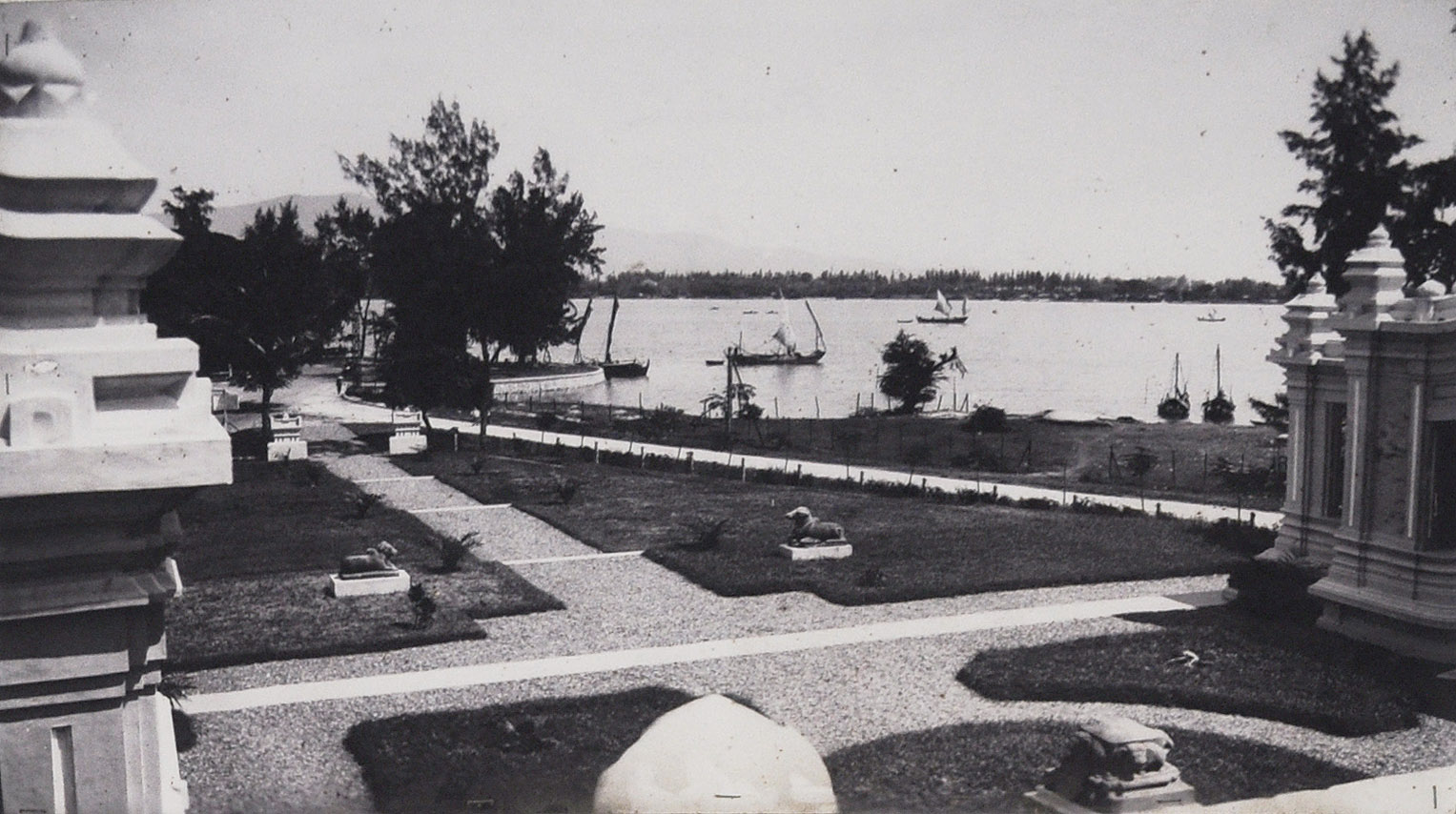
한강이 내려다 보이는 20세기 초 박물관의 모습

참 조각 박물관(Bảo tàng Nghệ thuật điêu khắc Chăm Đà Nẵng, Museum of Cham Sculpture)은 베트남 중부 다낭의 하이쩌우 군, 한강 근처에 위치한 박물관이다. 참조각박물관은 세계 최대의 참족 조각 수집품을 보유하고 있는 인기 관광지이다.

## 개요
이 박물관의 최초 설립은 1902년 프랑스국립극동연구원의 문화재국에 의해 제안되었다. 저명한 고고학자인 앙리 빠르망띠에는 이 박물관을 만드는데 가장 크게 기여한 인물이다. 보도에 따르면 1915년에 앙리 빠르망띠에 박물관으로 설립되어, 두 명의 프랑스 건축가 1919년에 개장을 했다. 이 박물관은 두 프랑스 건축가, M. 드레발과 M. 오클레어에 의해 디자인되었다. 이들은 참 족의 전통적인 요소를 사용한 빠르망띠에에 영감을 받아 구도를 잡았다. 박물관을 설립하기 이전에 그 곳은 ‘조각정원’으로 알려져 있었으며, 박물관이 세워지기 20년 전부터 전국과 꽝남 성 다낭에 있는 많은 참 족의 조각들이 수집되어 있었다.
그 박물관은 두 번에 확장을 했다. 첫번째 확장은 1930년대 중반에 있었으며, 1920년대와 1930년대에 추가한 전시 공간을 제공했다. 앙리 빠르망띠에가 조각이 발견된 지역을 근거로 하라고 전시를 지도했다. 1000평방미터의 마루 공간은 미선, 짜끼에우, 동드엉, 탑맘, 광찌, 꽝나이, 빈딘, 꼰뚬 성에서 모은 수집품을 위한 공간으로 정비되었다. 2002년에, 박물관 다시 그 2층짜리 건물을 추가하여 1000평방미터를 확장했다. 신규 공간은 전시뿐만 아니라 보관, 도서관, 복원 작업장과 직원들에게 사무실을 제공한다.
2007년 이전에는 그 도시의 박물관 및 유산 담당 행정을 맡고 있던 다낭 박물관이 이 박물관을 관리하였다. 2008년에 다낭 시의 문화 체육 관광국으로 관리가 통합되었다.

## 박물관의 조각품

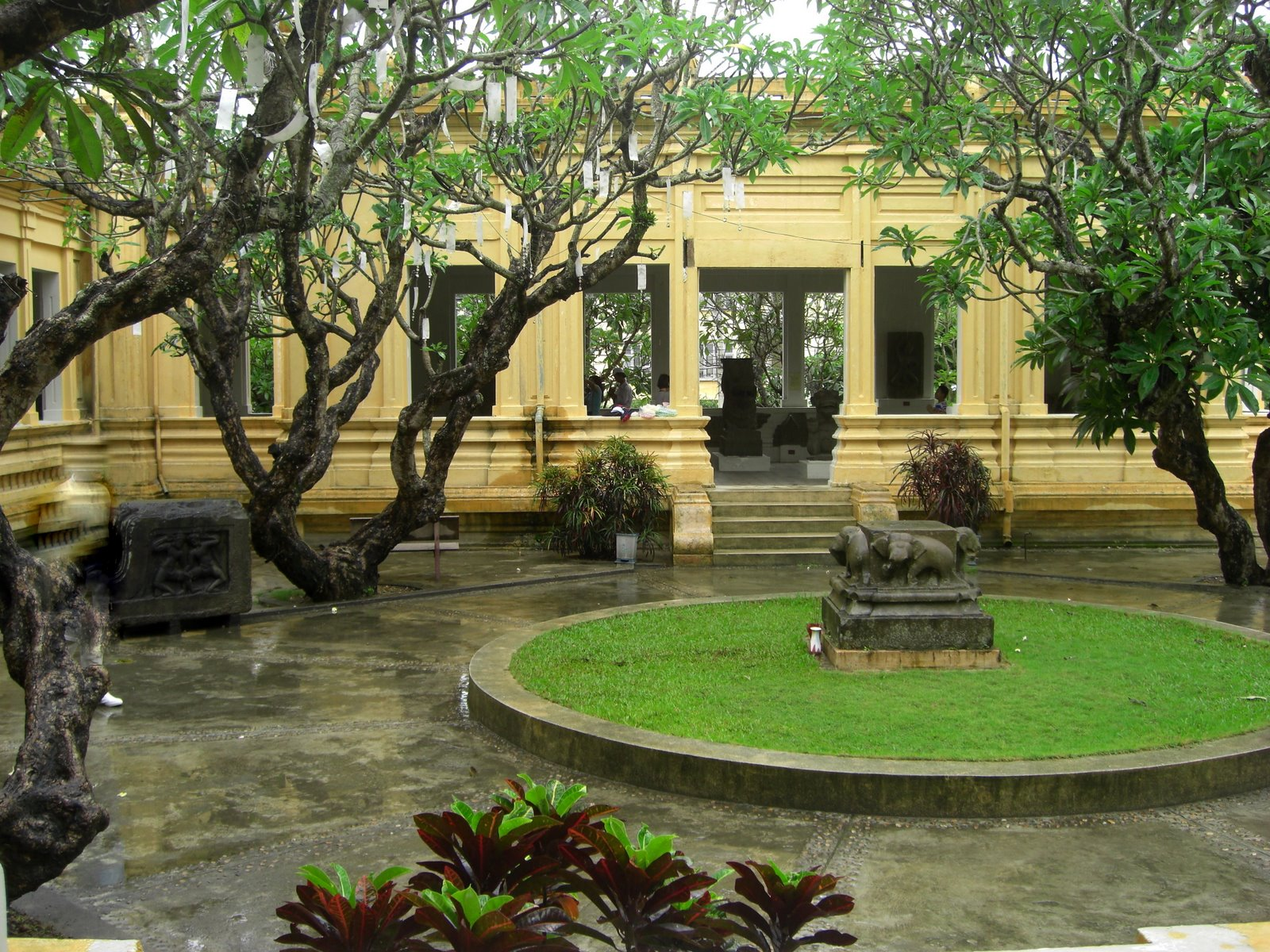
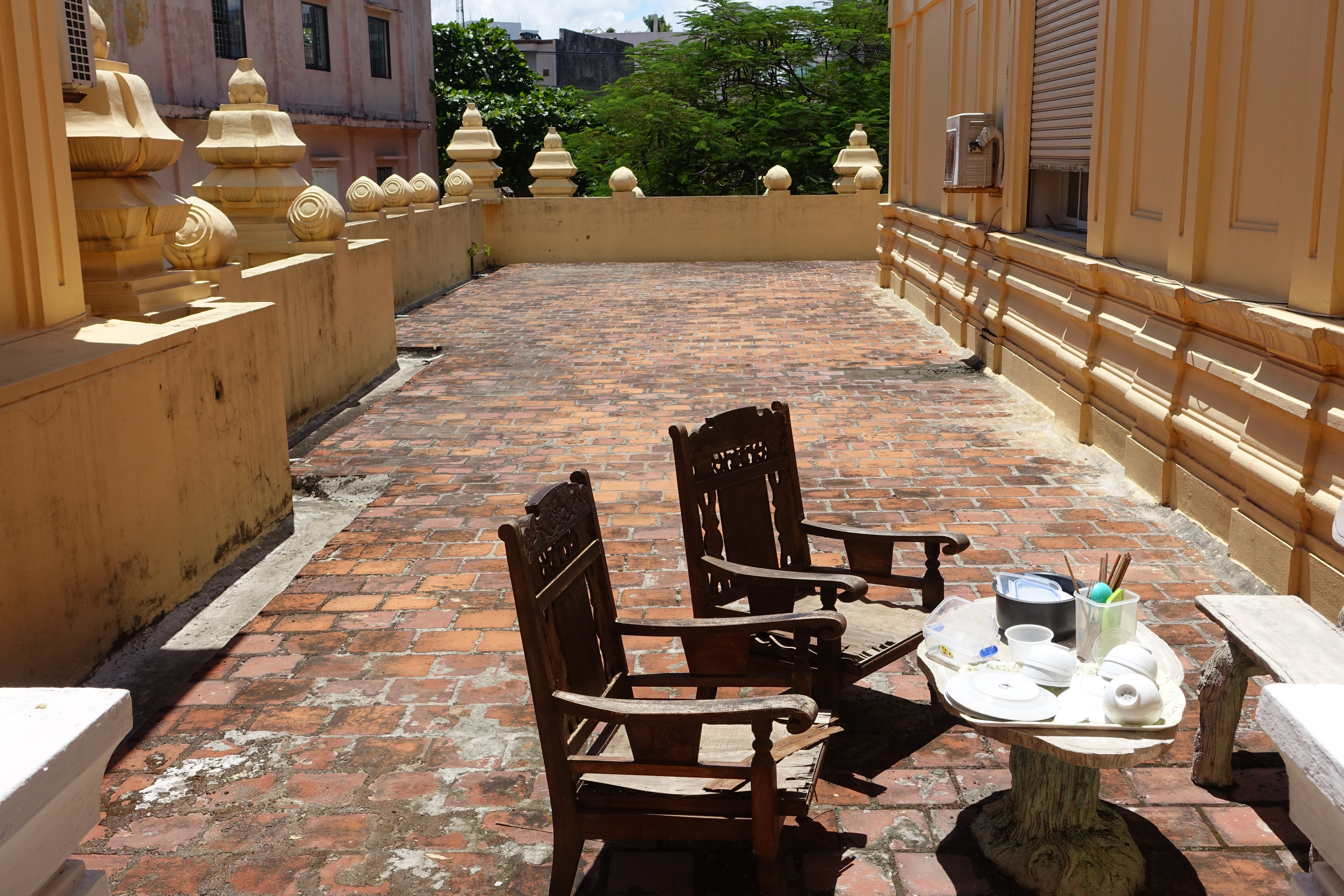
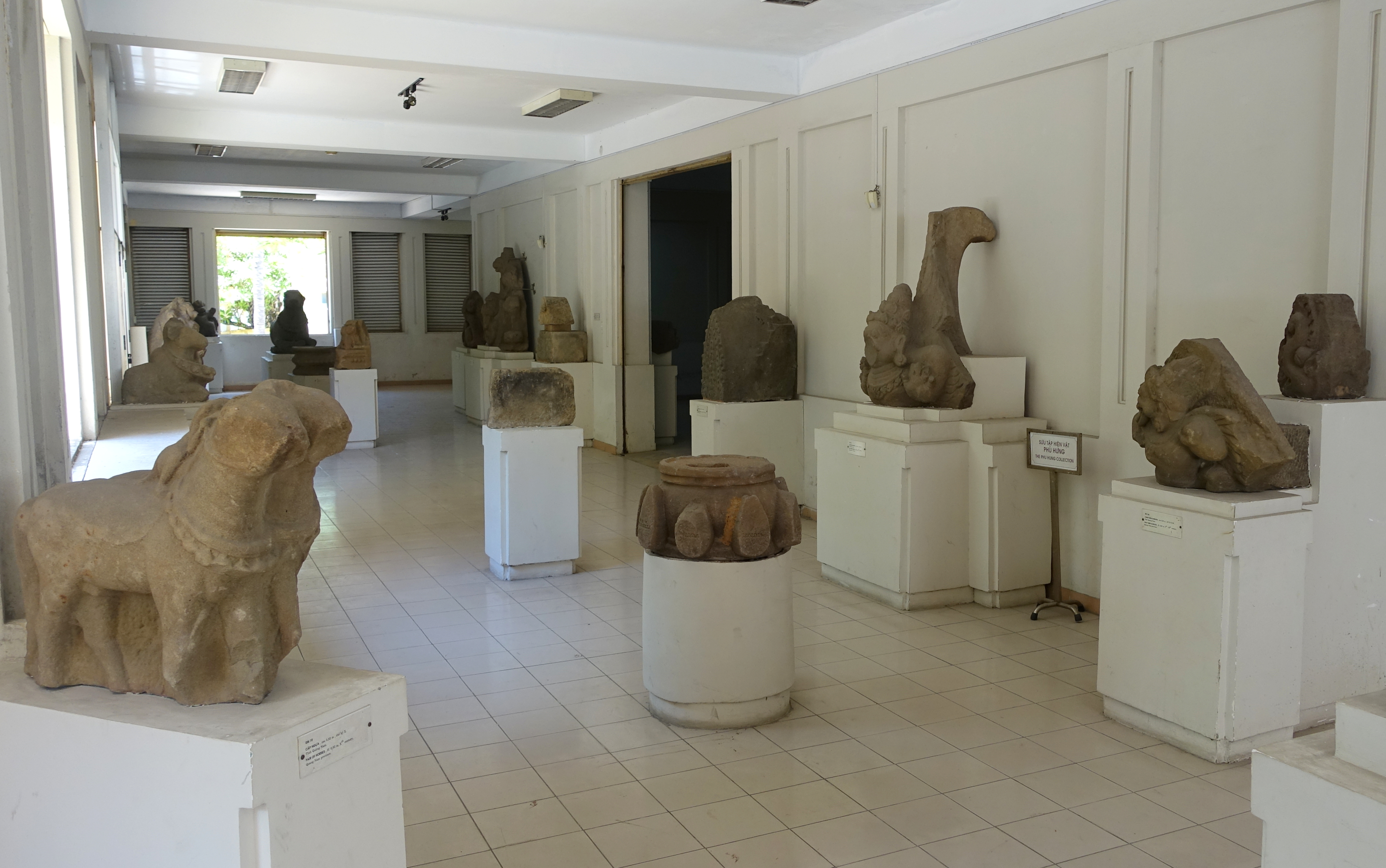
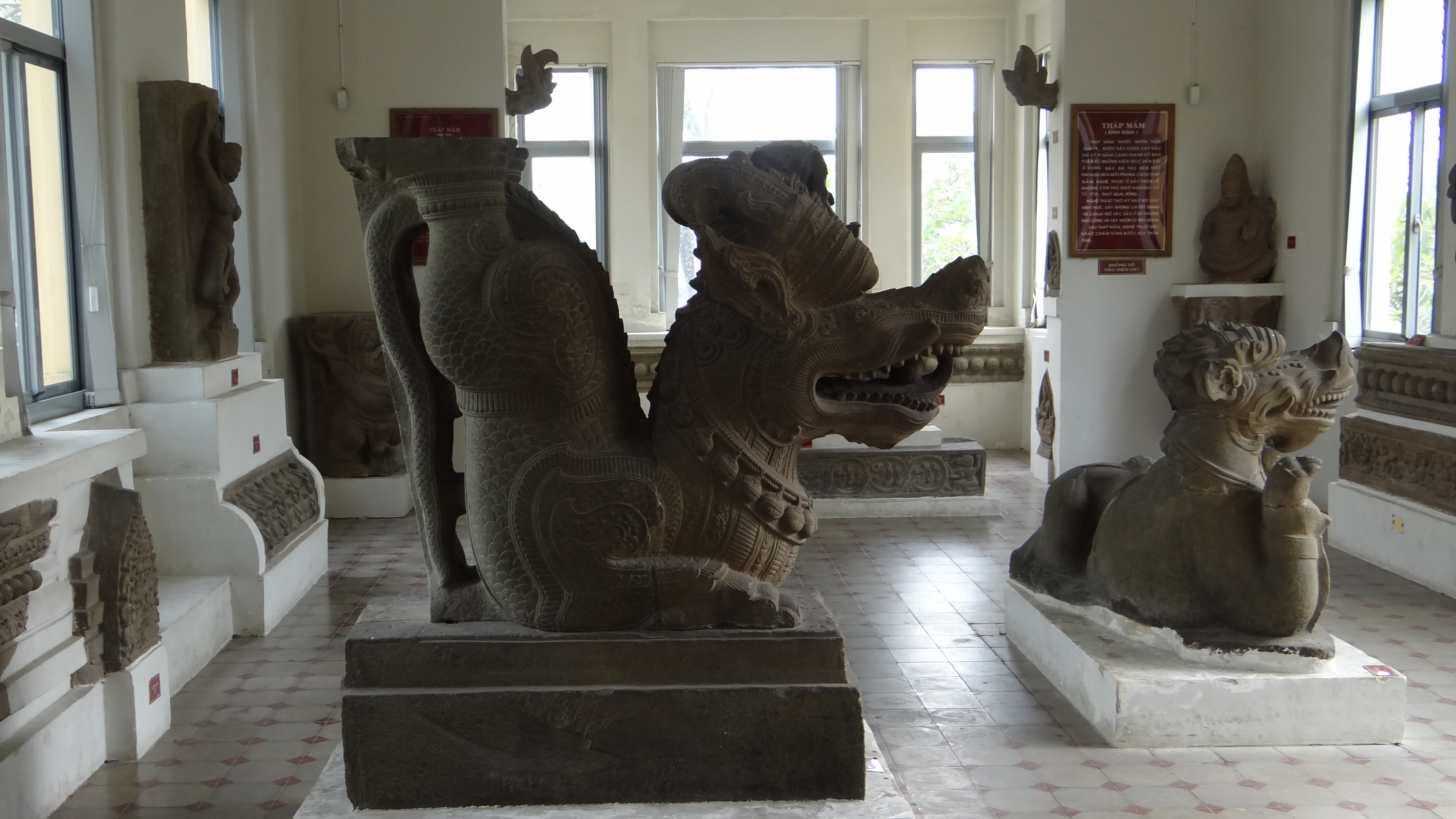
13세기, 용두
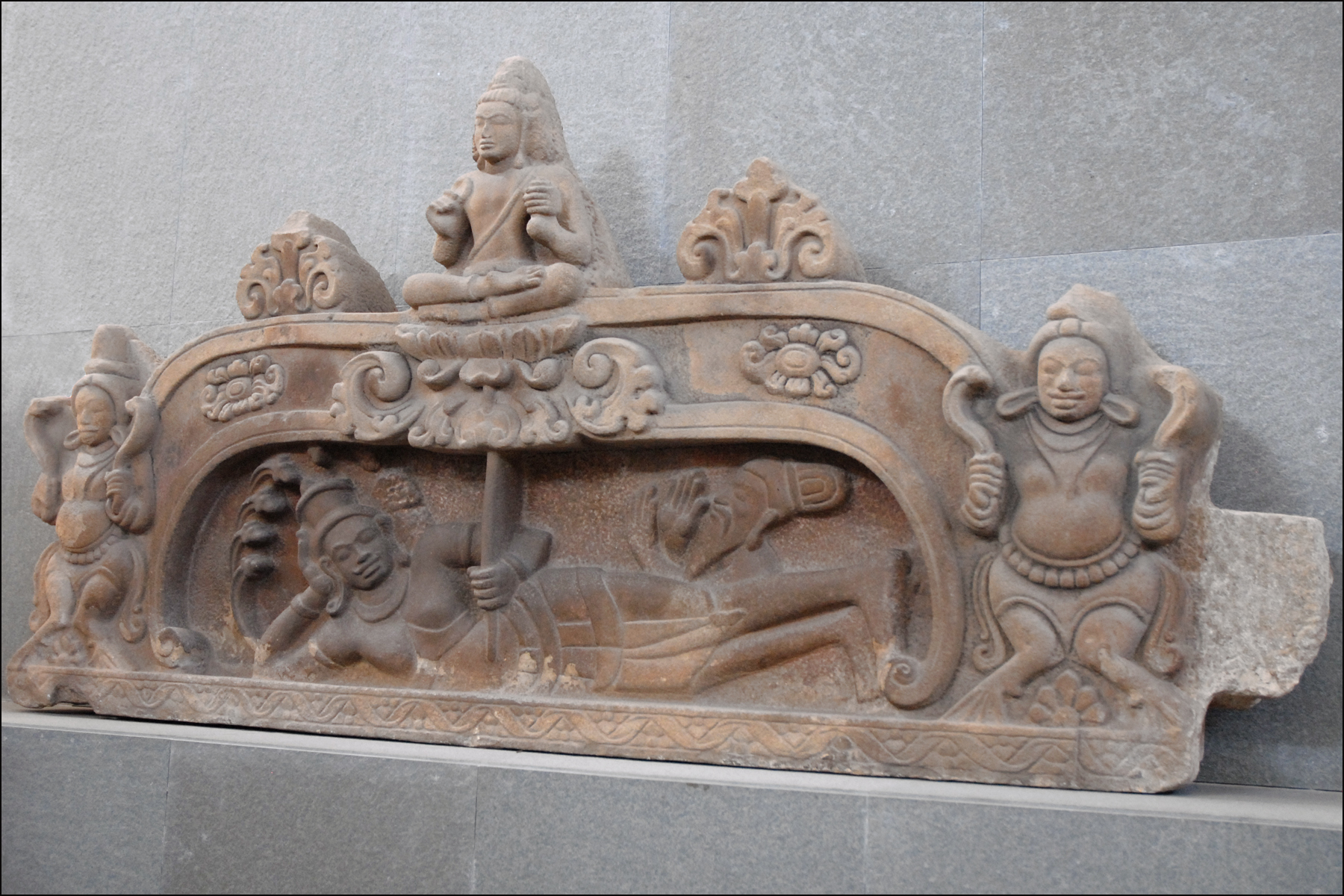
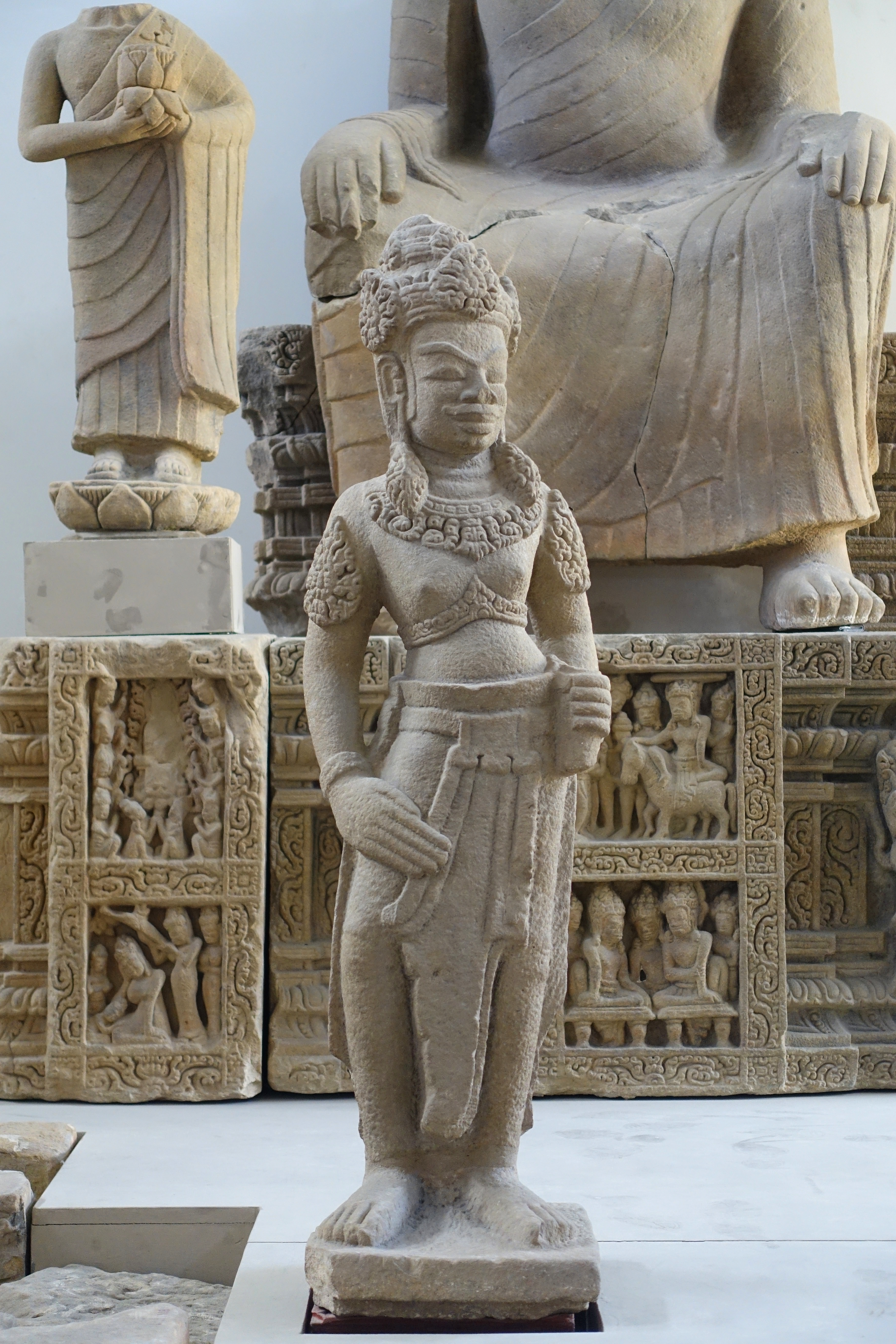
9세기 말, 10세기 초의 조각품
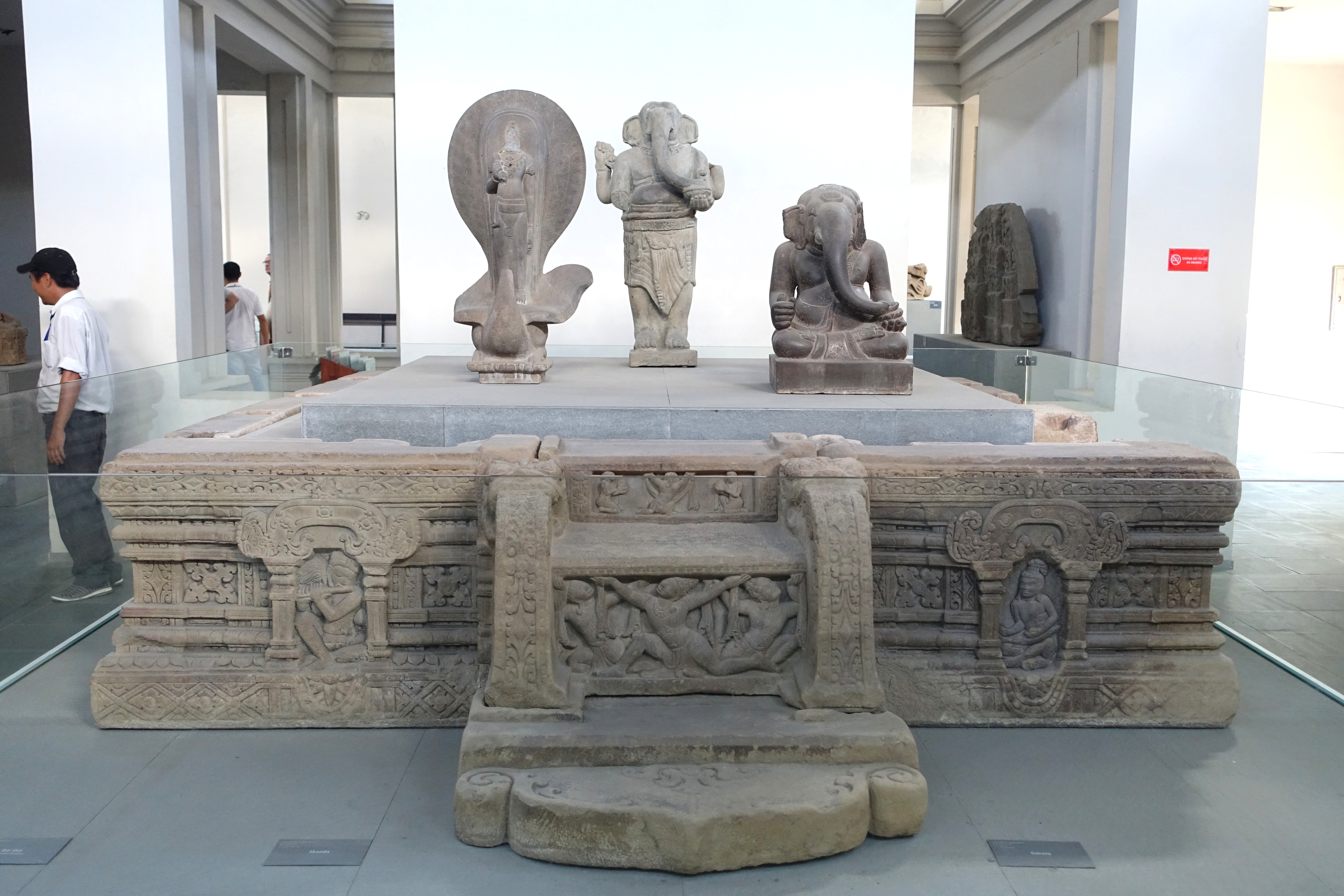
7세기
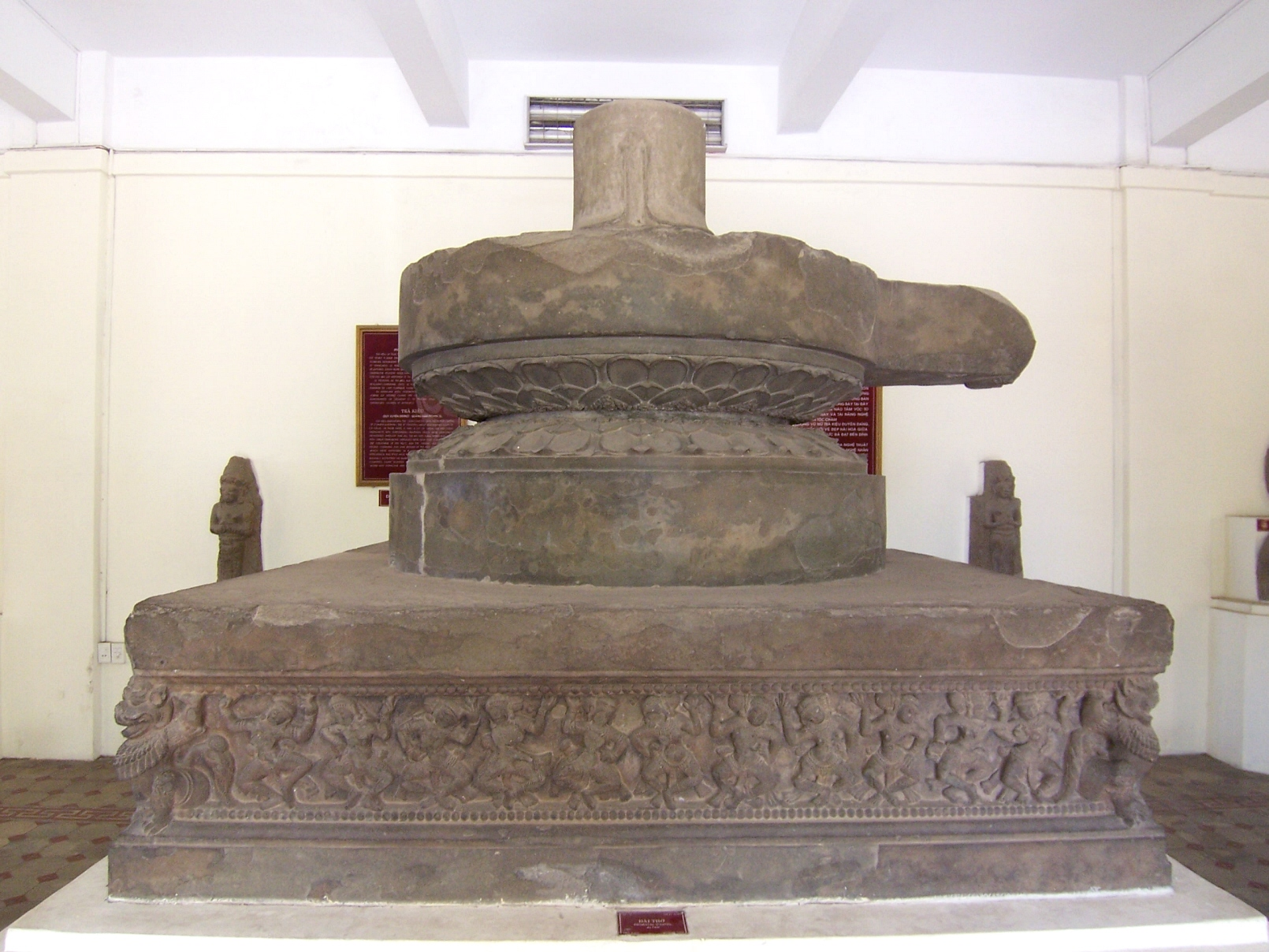
시바의 남근상
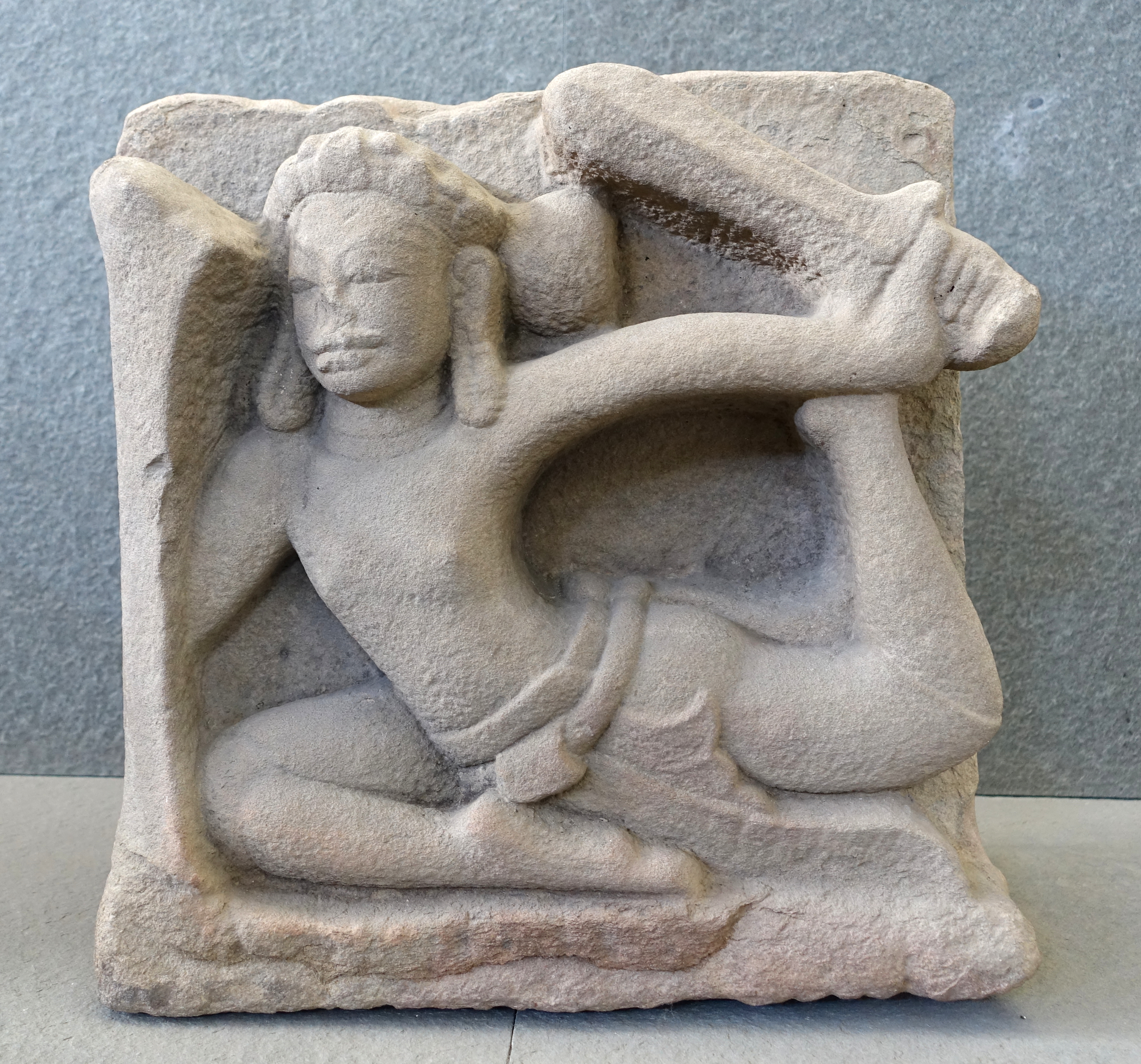
미선의 10세기 비천상
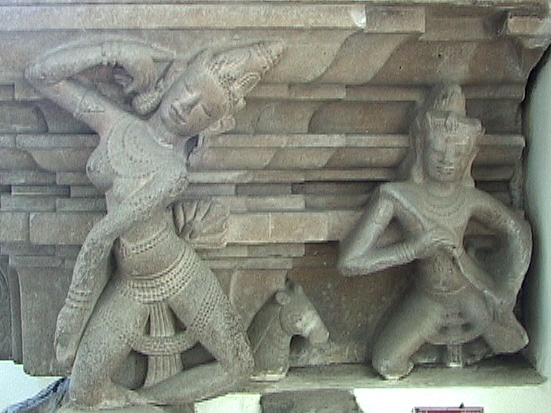
춤추는 압사라와 간다르바 악사, 10세기
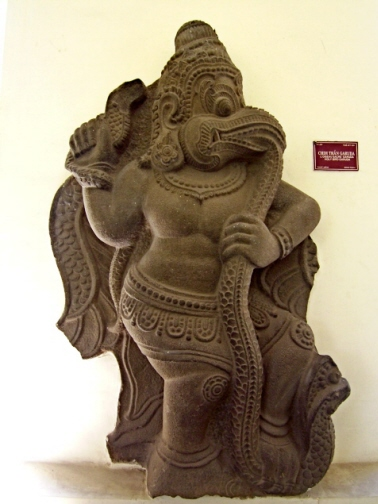
13세기 경의 탑맘 양식 조각품

## 같이 보기
- 참파 예술